# 22 juin dans les chemins de fer
22 mai 22 juillet
Chronologies thématiques
- Croisades
- Sports
- Disney

Cette page concerne les événements qui se sont déroulés un 22 juin dans les chemins de fer.

## Événements

### XIXesiècle
- 1865. Espagne : Inauguration de la section Irurtzun-Altsasu du chemin de fer de Pampelune à Irun (compañia del ferrocarril de Zaragoza a Pamplona)
- 1895. France : ouverture de la ligne des Ifs à Étretat, appartenant à la Compagnie des chemins de fer de l'Ouest.

### XXesiècle
- 1940. France : signature de l'armistice franco-allemand dans la clairière de Rethondes. L'article 13 dispose que la SNCF est mise à la disposition de l'armée allemande.
- 1999 : Allemagne-Pays-Bas : accord pour la fusion de DB Cargo et NS Cargo, activités fret respectives de la Deutsche Bahn et des Nederlandse Spoorwegen, et la création en janvier 2000 de Rail Cargo Europe, renommé par la suite Railion.

### XXIesiècle
- 2005. Suisse : la quasi-totalité du réseau des CFF se retrouve bloqué à cause d'un problème d'alimentation électrique, le réseau suisse étant entièrement électrifié.